# La bambola
«La bambola» (italiano para «La muñeca»), también llamada «La bámbola», es una canción de pop italiana escrita por Franco Migliacci, Ruggero Cini y Bruno Zambrini, e interpretada por Patty Pravo.

## Historia
La canción había sido rechazada previamente por varios artistas, incluidos Gianni Morandi, Little Tony, Gigliola Cinquetti, Caterina Caselli y The Rokes.
El sencillo alcanzó el primer lugar durante seis semanas consecutivas entre mayo y junio de 1968 en la lista italiana de éxitos musicales y obtuvo la certificación de oro. Es considerada como la canción que definitivamente consagró a Pravo a la fama. El lado B del sencillo es «Se c'è l'amore» (Si hay amor), una versión de «Let the Heartaches Begin» de Long John Baldry. Una versión en español de la canción fue lanzada en España. 
La canción fue luego versionada por varios artistas, incluidos Dalida, Heidi Brühl, Anita Lindblom, Giusy Ferreri, Fredi, Felicia Weathers, Sara Lov, Sergio Dalma, Gelu, Olé olé e Ivan Cattaneo. También se usó en varias películas, especialmente The American de Anton Corbijn, Roma criminal de Michele Placido, Respiro de Emanuele Crialese y Bámbola de Bigas Luna. Para conmemorar el cuadragésimo aniversario del éxito, la cantante lanzó una nueva versión de la canción, «La bambola 2008».
También ese mismo año de 1968, el grupo uruguayo de rock y balada Los Iracundos, lanzó su propia versión al castellano de esta canción y con ligeros cambios en la letra, pero conservando el nombre original.

## Posición en listas de éxitos

### Listas semanales
| Lista (1968)                                      | Posición más alta |
| ------------------------------------------------- | ----------------- |
| Italia - Federation of the Italian Music Industry | 1                 |
| Bélgica - Ultratop                                | 37                |
| Alemania - GfK Entertainment Charts               | 35                |
| Países Bajos (Dutch Top 40)                       | 10                |
| Países Bajos (Single Top 100)                     | 11                |

### Listas de fin de año
| Lista (1968) | Posición más alta |
| ------------ | ----------------- |
| Italia       | 2                 |